# Luis Buñuel

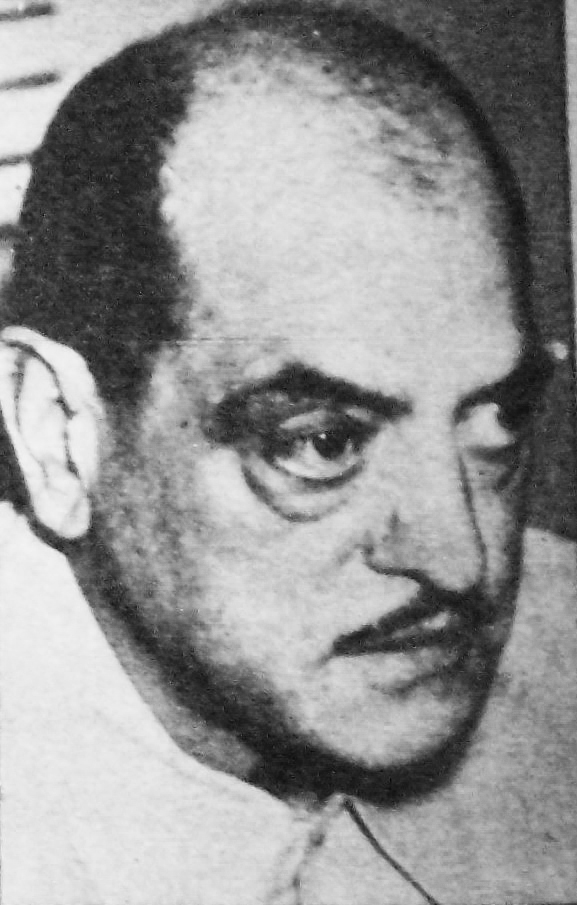
Luis Buñuel, 1968

Luis Buñuel Portolés (* 22. Februar 1900 in Calanda, Spanien; † 29. Juli 1983 in Mexiko-Stadt, Mexiko) war ein mexikanischer Filmemacher spanischer Herkunft, der gegen Ende der Stummfilmzeit als surrealistischer Regisseur bekannt wurde. Er zählt zu den bedeutendsten Filmregisseuren des 20. Jahrhunderts. Buñuel arbeitete in seiner Frühphase mit Salvador Dalí und der Pariser Surrealisten-Gruppe um André Breton und Meret Oppenheim zusammen, nach dem Ausbruch des Bürgerkriegs im Exil in Mexiko integrierte er sich in die dortige Filmindustrie und konnte dann erst gegen Ende seines Schaffens als Autorenfilmer im französischen Kontext wieder zu experimentelleren Formaten zurückkehren.

## Leben und Werk

### Kindheit und Ausbildung

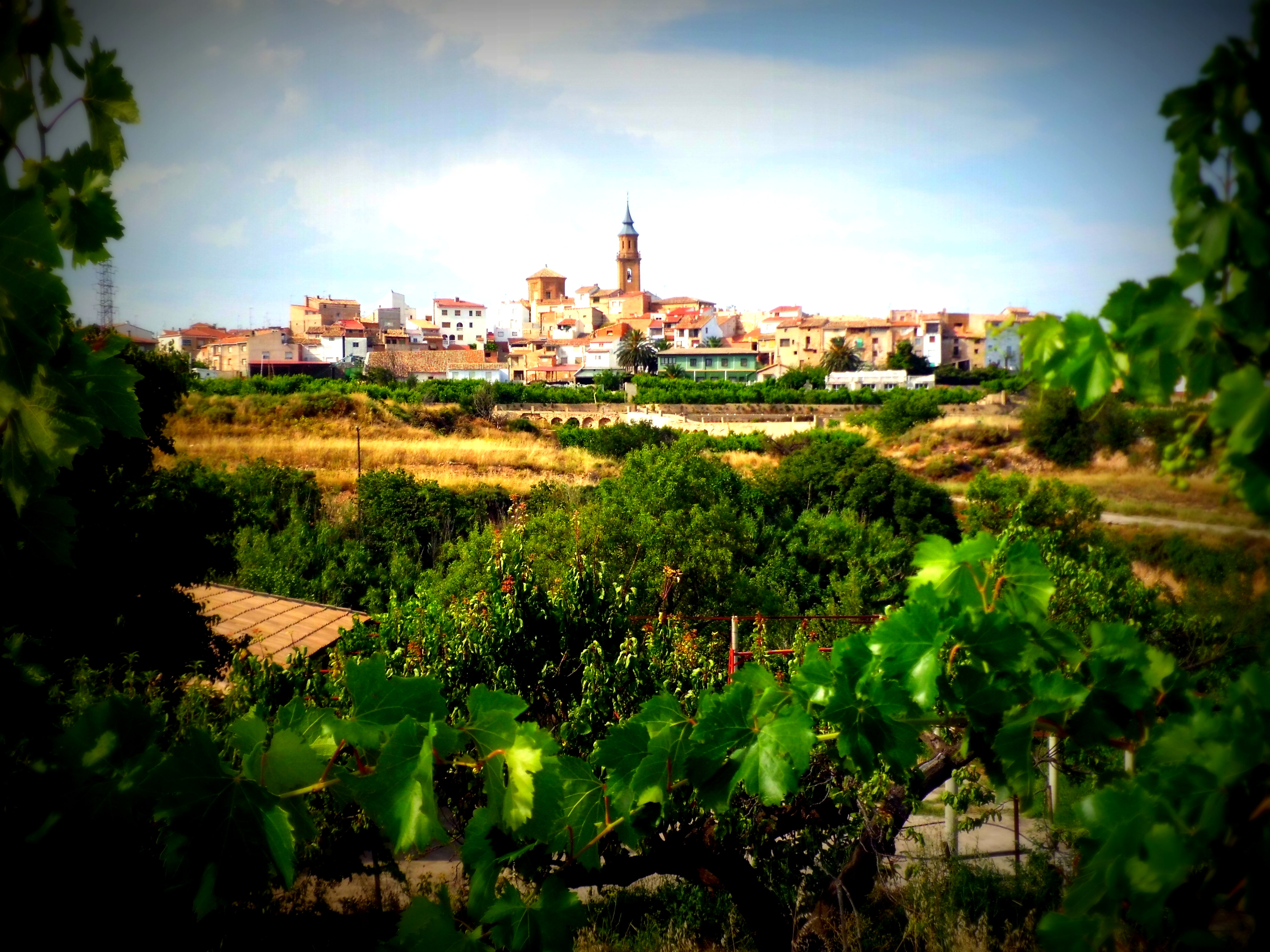
Calanda

Luis Buñuel wurde im Dorf Calanda im spanischen Aragonien als ältestes von sieben Kindern geboren, wuchs jedoch hauptsächlich in Saragossa auf. Sein Vater war der Großgrundbesitzer Leonardo Buñuel, die Mutter María Portolés die Tochter eines reichen Gastwirts. In seiner Autobiografie bezeichnete er die Gesellschaft seines Heimatortes als starrsinnig und von Klassenunterschieden geprägt. Unter der Obhut seines Onkels, der Priester war, gewann er als Junge Einblick in die französische und lateinische Sprache. Er war auch Messdiener und sang im Kirchenchor.
Buñuel trat 1907 in die Jesuitenschule Colegio del Salvador in Saragossa ein, an die er später trotz ihrer Strenge und archaischen Sitten keine schlechten Erinnerungen hegte. 1915 wechselte er auf ein staatliches Gymnasium. Nach seinem Abitur im Jahr 1917 wurde er auf Empfehlung von Senator Don Bertolomé Esteban in die heute berühmte Madrider Studentenresidenz aufgenommen, wo er auf Wunsch seines Vaters ein Ingenieurstudium begann. Als er erfuhr, dass man im Ausland spanische Dozenten für diverse Geisteswissenschaften suchte, wechselte er die Fächer und studierte nun Literatur, Philosophie sowie Geschichte. Während seiner Studienzeit wurde er unter anderem mit García Lorca und Salvador Dalí bekannt. 1923 befasste er sich erstmals mit der Psychoanalyse Sigmund Freuds.

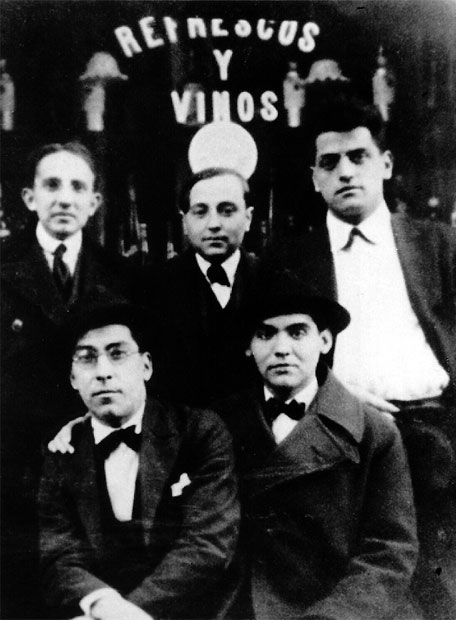
Luis Buñuel (oben rechts), Madrid, 1923

Als im Jahr 1925 in Paris eine neue Einrichtung des Völkerbundes namens Societé internationale de cooperation intellectuelle gegründet werden sollte, bewarb sich Buñuel für eine Sekretärsstelle, die ihm schließlich auch zugesprochen wurde. Während seiner Zeit in Paris trieb ihn erstmals der Gedanke um, selbst Filme zu drehen. Beeinflusst wurde er durch Sergei Eisensteins Panzerkreuzer Potemkin, Friedrich Wilhelm Murnaus Der letzte Mann und vor allem durch den Film Der müde Tod von Fritz Lang. 1926 schrieb sich Buñuel für einen Kurs an Jean Epsteins Schauspielschule Académie du Cinéma ein. Als er die Chance verpasst hatte, eine kleine Rolle in einem von Epsteins Filmen zu ergattern, bot er sich wenig später für Hilfsarbeiten während der Dreharbeiten von Mauprat an. Hier machte er Bekanntschaft mit dem Kameramann Albert Duverger, gewann Einblicke in die technische Realisation von Filmen und wirkte sogar in einigen Stunts mit.

### Kontakt mit dem Surrealismus
In Paris kam Buñuel zum ersten Mal überhaupt mit dem Surrealismus in Kontakt, dessen Anhänger den provokativ-antibürgerlichen Skandal pflegten. Durch seine Neigung zur Welt des Irrationalen und des Traums sowie wegen einiger Veröffentlichungen in der Zeitschrift La Révolution surréaliste (Die surrealistische Revolution) fühlte er sich mehr und mehr von dieser aufrührerischen Kunstbewegung angezogen.
Bei einem Aufenthalt in Spanien im Jahr 1928 machte man ihm verschiedene Angebote zur Inszenierung einiger kleinerer Filme, zu denen er auch Drehbücher schrieb; sie wurden jedoch nie realisiert. 1929 drehte er seinen ersten Film, Ein andalusischer Hund (Un Chien Andalou). Das Werk entsprang dem Einfall Buñuels und seines Freundes Salvador Dalí, aus zwei Träumen einen Film zu schaffen. Das Drehbuch schrieben sie nach der Methode des automatischen Schreibens (écriture automatique) innerhalb einer Woche. Ihre Absicht war es, einen Film zu schaffen, der nichts symbolisieren und keine logische Erklärung zulassen sollte. Nachdem Ein andalusischer Hund innerhalb von nur zwei Wochen (zum größten Teil in einem Pariser Atelier) gedreht worden war, stellte Buñuel sein Werk den Surrealisten Man Ray und Louis Aragon vor, die sich sofort dafür begeisterten. Nach der ersten öffentlichen Aufführung, die ein großer Erfolg war, wurde Buñuel in die französische Surrealistengruppe um André Breton aufgenommen.
Kurz darauf bekam er allerdings Ärger mit der Gruppe, der es verdächtig erschien, dass ein so provokanter Film immerzu ausverkauft war. Da Buñuel das Drehbuch der bürgerlichen Revue du Cinéma angeboten hatte und nicht – wie von Paul Éluard angeregt – der belgischen Variétés, hielt die Surrealistengruppe einen regelrechten Prozess gegen ihn ab. Er musste sich verpflichten, mit einem Hammer den bereits fertigen Bleisatz zu zerstören. Als sich herausstellte, dass die Zeitschrift bereits gedruckt war, musste er einen Protestbrief an zehn Pariser Zeitungen schreiben, in dem er erklärte, Opfer einer Machenschaft geworden zu sein. Obendrein schrieb er einen Prolog für Variétés, in dem er behauptete, der Film sei in seinen Augen „nichts anderes als ein Aufruf zum Mord“.
Einige Monate später begann er mit der Arbeit an seinem zweiten Film, den er Das goldene Zeitalter (L'Âge d'Or) nannte. Ursprünglich sollte das Drehbuch wieder zusammen mit Salvador Dalí geschrieben werden. Da sich die beiden jedoch in vielen Fragen uneins waren, trennten sie sich. Buñuel schrieb das Drehbuch alleine und baute lediglich einige Ideen Dalís in den Film ein, die dieser ihm brieflich hatte zukommen lassen. Das einstündige Werk wurde 1930 erstmals öffentlich aufgeführt und verursachte einen handfesten Skandal. Buñuel erzählt in seinem Film die Geschichte zweier Liebender, die jedwede kirchlichen und bürgerlichen Fesseln abwerfen und nur trachten zusammenzukommen. Die Bilder schockierten das Publikum zum Teil und griffen die von Buñuel kritisierten Werte der Bourgeoisie und des Christentums an. Die Szenen zeigen beispielsweise skelettierte Geistliche oder einen Vater, der seinen Sohn mit einem Jagdgewehr erschießt. Nach den ersten Aufführungen begannen rechtsgerichtete Gruppen wie die Liga der Patrioten damit, Leinwände mit Farbbeuteln zu bewerfen und surrealistische Bilder zu zerstören. Zur Aufrechterhaltung der Ruhe wurde Das goldene Zeitalter von Polizeipräfekt Chiappe kurzerhand verboten. Die Surrealisten hingegen bejubelten das Werk.

### Amerika und Spanien
1930 nahm Buñuel ein Angebot von Metro-Goldwyn-Mayer an, in die USA zu gehen und sich mit der dortigen Filmtechnik vertraut zu machen. In Amerika lernte er u. a. Charlie Chaplin kennen. Nach einigen interessanten Einblicken in die Hollywood-Arbeit kehrte er 1931 nach Europa zurück, wo er 1933 in Spanien seinen dritten Film, den Dokumentar-Spielfilm Las Hurdes – Land ohne Brot drehte. Da er darin die bittere Armut in einer hoffnungslosen Gegend, in der Comarca Las Hurdes in der Extremadura, im Stile eines Reisedokumentarfilms wiedergab und inszenierte, wurde der Film in Spanien verboten.
1934 erhielt Buñuel die Stelle des Leiters der Madrider Warner-Brothers-Synchronabteilung und produzierte daneben verschiedene Filme wie beispielsweise Don Quintín el Amargao und La Hija de Juan Simón, die kommerziell sehr erfolgreich waren. Seine dritte Arbeit als Produzent, der tragische Film Quién Me Quiere a Mi, fiel dagegen durch. Der schon bald danach ausgebrochene Spanische Bürgerkrieg hemmte die Filmarbeit in den folgenden Jahren sehr. Die Kriegszeiten in Spanien und Europa sollten Buñuel jahrelang daran hindern, sich weiter als Regisseur zu betätigen. 1934 heiratete er die Französin Jeanne Rucar. Am 9. November 1934 wurde in Paris sein Sohn Juan Luis Buñuel geboren, der später auch als Filmregisseur arbeitete.
Nach Ausbruch des Bürgerkriegs wurde er nach Genf bestellt, wo man ihm riet, den neuen spanischen Botschafter in Paris zu unterstützen. In der französischen Hauptstadt blieb er bis zum Ende des Bürgerkriegs; er hatte u. a. die Aufgabe, republikanische Propagandafilme zu sammeln und engagierte sich in der Allianz der antifaschistischen Intellektuellen.
1939 ging Buñuel wieder in die USA, um als technischer Berater im Bürgerkriegsfilm Cargo of Innocence mitzuwirken. Als er danach keine weitere Beschäftigung in Hollywood fand, zog es ihn 1940 nach New York, wo er auf Empfehlung der britischen Filmkritikerin Iris Barry eine Anstellung im Museum of Modern Art erhielt; dort war er mit Projekten über den Zweiten Weltkrieg befasst. 1942 sorgte ein Vertreter des Katholizismus dafür, dass er entlassen wurde, nachdem Salvador Dalí ihn in seinem Buch „Das geheime Leben des Salvador Dalí“ als Kommunisten und Atheisten bezeichnet hatte. Dieses Ereignis führte zum endgültigen Bruch mit Dalí. 1944 war er bei Warner Brothers beschäftigt; er kümmerte sich dort um spanische Fassungen von Hollywood-Filmen.

### Mexiko
1946 erhielt Buñuel Angebote aus Mexiko. Es wurde seine produktivste Zeit, er schuf dort 20 Filme. Der erste hieß Gran Casino, der jedoch wenig Erfolg hatte und Buñuel fast mittellos zurückließ.
1949 – in diesem Jahr wurde er mexikanischer Staatsbürger – drehte Buñuel den Film El gran calavera (Der große Lebemann), der wieder Geld einspielte. Daraufhin konnte er zusammen mit dem Produzenten Óscar Dancigers das Projekt Los olvidados (Die Vergessenen) angehen. Die pessimistische Grundstimmung des Werks war verantwortlich dafür, dass der Film von den mexikanischen Medien heftigst kritisiert wurde und man gar die Ausweisung des Regisseurs forderte. Als Los olvidados allerdings in Europa erfolgreich war (Buñuel erhielt u. a. bei den Filmfestspielen von Cannes den Preis für die beste Regie), ließen die Angriffe nach.
Es folgten die Filme Susanna (1950), La hija del engaño (Die Tochter der Lüge – 1951), Una mujer sin amor (Eine Frau ohne Liebe – 1951), Subida al cielo und Robinsón Crusoe. 1952 entstand Él, ein Werk, das die Geschichte eines Paranoikers erzählte – diesen bezeichnete Buñuel später als einen seiner Lieblingsfilme. In den folgenden Jahren drehte er weitere Meisterwerke wie Ensayo de un crimen (Das verbrecherische Leben des Archibaldo de la Cruz – 1955) oder Nazarín (1958). Letzterer erhielt 1959 bei den Filmfestspielen von Cannes den Großen Internationalen Filmpreis.

### Weitere Arbeiten
Im Jahr 1960 kehrte Luis Buñuel nach Spanien zurück. Der Produzent Gustavo Alatriste hatte ihm sämtliche Freiheiten bei der Filmarbeit versprochen, worauf Buñuel ein Drehbuch nach seinem eigenen Geschmack entwickelte. Das Ergebnis war Viridiana, ein Film über eine spanische Klosterfrau, die auf einem Herrengut Hilfsbedürftigen Unterkunft bietet. Die Bestrebungen der Protagonistin enden jedoch mit orgiastischen und zerstörerischen Ausschweifungen der Begünstigten und lassen sie scheitern. Weil er im Madrid des Franco-Regimes drehte, erfuhr Buñuel Anfeindungen von Seiten republikanischer Exilanten. Der gewaltige Skandal, den Viridiana aufgrund des Themas in Spanien auslöste, glättete diese Wogen jedoch. Bei den Filmfestspielen von Cannes erhielt Buñuels Werk 1961 die Goldene Palme, während der spanische Informationsminister ein landesweites Verbot aussprach.

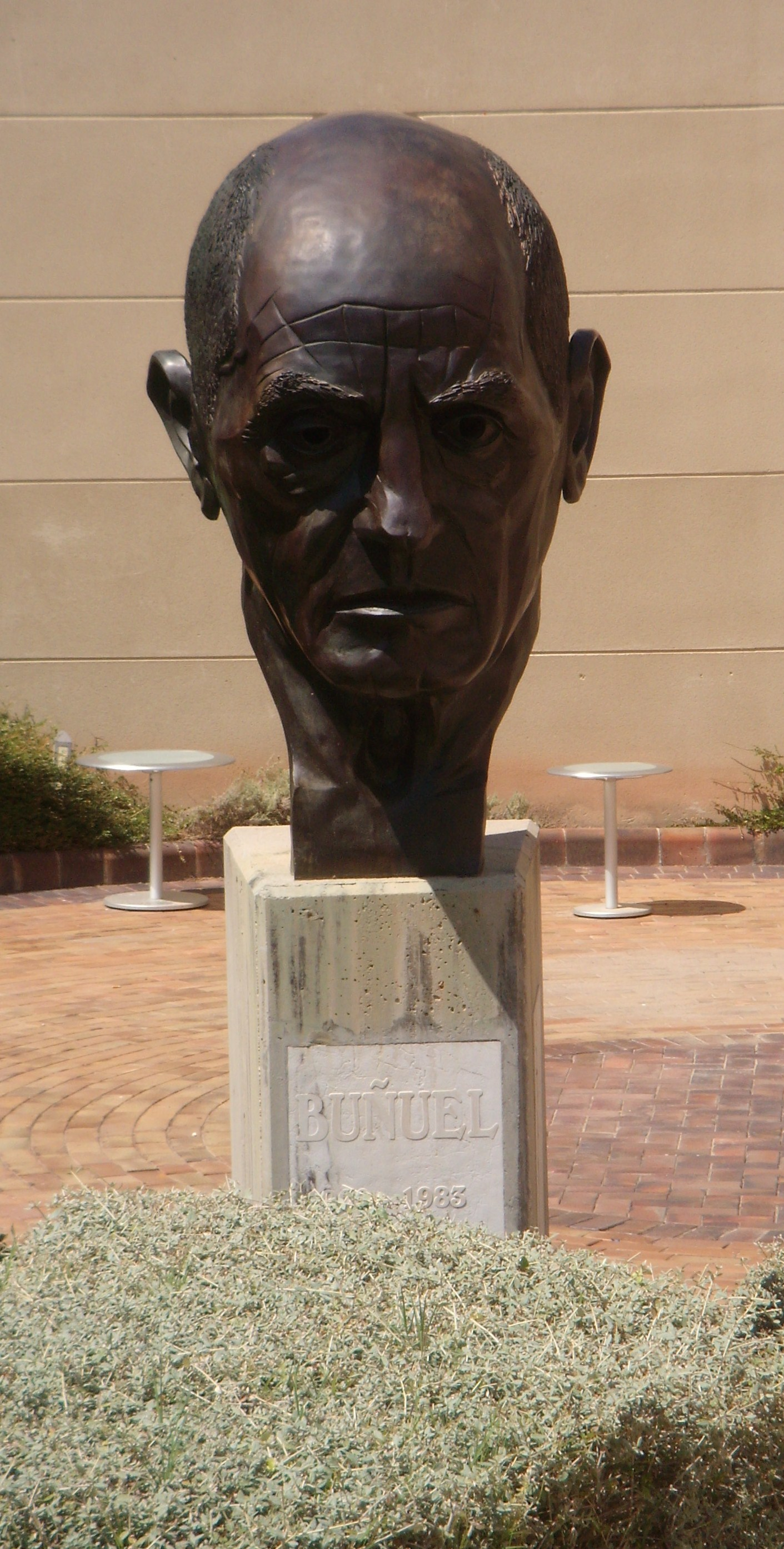
Luis Buñuel, Büste des Bildhauers Iñaki im Centro Buñuel Calanda

1962 entstand in Mexiko El ángel exterminador (Der Würgeengel), eine surreale Parabel. Sie handelt von einer Abendgesellschaft, deren Besucher aus unerklärlichen Gründen das Haus nicht verlassen können. Als ihnen am Ende die Flucht doch gelingt, besuchen sie die Kirche zu einem Dankgottesdienst – und nun wiederholt sich das Spiel des Gefangenseins in der Kirche. Simon in der Wüste, sein letzter mexikanischer Film, dauert nur 43 Minuten. Dem Produzenten war während der Dreharbeiten das Geld ausgegangen. 1966 verfilmte er in Frankreich Belle de Jour – Schöne des Tages nach einem Roman von Joseph Kessel und mit Catherine Deneuve in der Hauptrolle. Dieser Film wurde eine seiner kommerziell erfolgreichsten Arbeiten.
Nach La voie lactée (Die Milchstraße, 1969) und Tristana folgte 1972 Der diskrete Charme der Bourgeoisie, in dem er wieder vermehrt surrealistische Elemente verwendete und das Bürgertum attackierte. Dafür erhielt er 1973 den Oscar für den besten fremdsprachigen Film. In Das Gespenst der Freiheit, einem aus einem Reigen von Episoden zusammengesetzten Werk, nahm er erneut die bürgerliche Welt aufs Korn. Buñuel bezeichnete später die Filme Das Gespenst der Freiheit, Der diskrete Charme der Bourgeoisie und Die Milchstraße als eine Art Trilogie, in der die Suche nach Wahrheit, das Geheimnisvolle, der Zufall und persönliche Moralvorstellungen thematisch im Mittelpunkt stünden.
Danach wollte er eigentlich mit dem Filmemachen aufhören. Freunde überredeten ihn jedoch, 1977 die Verfilmung des Romans La femme et le pantin von Pierre Louÿs in Angriff zu nehmen. Das Werk heißt Dieses obskure Objekt der Begierde und handelt von der Amour fou eines alternden Mannes (Fernando Rey) zu einer jüngeren Frau – ein stets wiederkehrendes Thema in seinen Filmen. Kurioserweise wird diese Frau von zwei dem Typ nach völlig verschiedenen Schauspielerinnen (Carole Bouquet, Ángela Molina) verkörpert.
1982 erschienen seine Erinnerungen Mon dernier soupir (Mein letzter Seufzer), die von Jean-Claude Carrière verfasst wurden. Im Jahr darauf starb Luis Buñuel, vermutlich an den Folgen einer Leberzirrhose.

## Filmhistorische Einordnung
Luis Buñuel gilt als einer der herausragenden Regisseure des 20. Jahrhunderts. Ein andalusischer Hund und besonders Das goldene Zeitalter werden als die wichtigsten Werke des surrealistischen Films angesehen. Träume und Alpträume, beides wesentliche Elemente der surrealen Kunst, haben ihn immer fasziniert. Er selbst sagte einmal, wenn er es möglich machen könnte, würde er zwei Stunden am Tag dem aktiven Leben nachgehen und den Rest im Traum verbringen. Buñuel hat oft traumähnliche oder rätselhafte Situationen in seine Filme eingebaut, auch wenn sie die Handlung nicht unbedingt vorantrieben. In Die Vergessenen wollte er beispielsweise ohne besonderen Grund ein spielendes Orchester in einer Einstellung auftauchen lassen. Der Produzent des Films verhinderte das Vorhaben jedoch.
Ein andalusischer Hund ging primär aus zwei Träumen hervor. Der Film sollte keine rationale Erklärung zulassen. Er bietet keine sinnvolle Erklärung, sondern zeigt Bilder, die ihre Wirkung im Unbewussten des Betrachters entfalten sollten. Eine Vielzahl von Zuschauern hielt dies trotzdem nicht davon ab, immer wieder Symbole darin zu suchen und zu finden. Vielfach nahm Buñuel rätselhafte Ausweglosigkeit zum Thema, wie etwa ein bezwingendes, aber unerfüllbares Verlangen nach einer bestimmten Person. Viele der Filmtitel sind bezeichnend für Buñuels Ausdrucksmittel, wie z. B. Der Würgeengel, dessen Titel nichts mit dem Inhalt zu tun hat. Er wählte die Bezeichnung lediglich, weil er davon ausging, dass die Menschen den Film dadurch interessanter finden.
Zu den wichtigsten Aspekten seiner filmischen Arbeit gehörte die Kritik an Bourgeoisie und Christentum. Buñuel bezweifelte, dass christliche Werte in einem demoralisierenden Milieu zu verwirklichen seien. Um dieser Kritik Ausdruck zu verleihen, verletzte er häufig Tabus und versah eine Vielzahl seiner Werke mit schockierenden und scheinbar blasphemischen Bildern. Ohne sie zu entschärfen, wird die Wirkung dieser Bilder gebrochen durch einen tiefgründigen, surrealistischen Humor. Brutalität oder plumpe Effekthascherei waren ihm und seinen Filmen fremd.
In seiner Biografie (ins Deutsche übersetzt unter dem Titel „Mein letzter Seufzer“) schildert er sein Leben, seine „Weltanschauung“ und die Ereignisse seines Lebens, die er filmisch verarbeitet hat. Diese Memoiren des Regisseurs wurden in den erst nach seinem Tod veröffentlichten Lebenserinnerungen seiner Frau Jeanne Rucar kritisch ergänzt und komplettiert.

## Zitat
„Die Welt wird immer absurder. Nur ich bin weiter Katholik und Atheist. Gott sei Dank!“

## Filmografie
Regisseur
- 1929: Ein andalusischer Hund (Un chien andalou) (Kurzfilm)
- 1930: Das goldene Zeitalter (L'âge d'or)
- 1933: Las Hurdes – Land ohne Brot (Las Hurdes – Tierra sin pan) (Kurzfilm)
- 1936: Who Loves Me? (¿Quién me quiere a mí?) (ungenannt)
- 1936: Der aufmerksame Wachtposten (¡Centinela, alerta!) (ungenannt)
- 1946: Gran Casino (Tampico)
- 1949: Der große Lebemann (El gran calavera)
- 1950: Die Vergessenen (Los olvidados)
- 1951: Susanna – Tochter des Lasters (Susana – Carne y demonio)
- 1951: Die Tochter der Lüge (La hija del engaño)
- 1952: Der Weg, der zum Himmel führt (Subida al cielo)
- 1952: Eine Frau ohne Liebe (Una mujer sin amor)
- 1953: El Bruto, der Starke (El bruto)
- 1953: Er (Él)
- 1954: Die Illusion fährt mit der Straßenbahn (La ilusión viaja en tranvía)
- 1954: Abgründe der Leidenschaft (Abismos de pasión)
- 1954: Robinson Crusoe (Las aventuras de Robinson Crusoe)
- 1955: Das verbrecherische Leben des Archibaldo de la Cruz (Ensayo de un crimen)
- 1955: Der Fluß und der Tod (El río y la muerte)
- 1956: Morgenröte (Cela s'appelle l'aurore)
- 1956: Pesthauch des Dschungels (La mort en ce jardin)
- 1959: Nazarin (Nazarín)
- 1959: Für ihn verkauf’ ich mich (La fièvre monte à El Pao)
- 1960: Das junge Mädchen (La joven)
- 1961: Viridiana
- 1962: Der Würgeengel (El ángel exterminador)
- 1964: Tagebuch einer Kammerzofe (Le journal d'une femme de chambre)
- 1965: Simon in der Wüste (Simón del desierto)
- 1967: Belle de Jour – Schöne des Tages (Belle de jour)
- 1969: Die Milchstraße (La voie lactée)
- 1970: Tristana
- 1972: Der diskrete Charme der Bourgeoisie (Le charme discret de la bourgeoisie)
- 1974: Das Gespenst der Freiheit (Le fantôme de la liberté)
- 1977: Dieses obskure Objekt der Begierde (Cet obscur objet du désir)

Produzent
- 1929: Ein andalusischer Hund (Un chien andalou) (Kurzfilm)
- 1933: Las Hurdes – Land ohne Brot (Las Hurdes – Tierra sin pan) (Kurzfilm)
- 1935: Don Quintín, der Verbitterte (Don Quintín el amargao)
- 1935: Juan Simon’s Daughter (La hija de Juan Simón)
- 1936: Who Loves Me? (¿Quién me quiere a mí?)
- 1936: Der aufmerksame Wachtposten (¡Centinela alerta!)
- 1937: Spanien zu den Waffen (España leal en armas)(Gesamtleitung)
- 1970: Tristana

Darsteller
- 1926: Mauprat
- 1926: Carmen
- 1929: Ein andalusischer Hund (Un chien andalou) (Kurzfilm)
- 1930: Das goldene Zeitalter (L'âge d'or)
- 1935: La hija de Juan Simón
- 1964: Cordoba (Llanto por un bandido)
- 1965: En este pueblo no hay ladrones

## Auszeichnungen (Auswahl)
| Platz | Film                                |
| ----- | ----------------------------------- |
| 66    | Viridiana                           |
| 133   | Die Vergessenen                     |
| 135   | Das goldene Zeitalter               |
| 141   | Ein andalusischer Hund              |
| 156   | Der Würgeengel                      |
| 165   | Der diskrete Charme der Bourgeoisie |

- 1951: Premio Ariel für Die Vergessenen (Kategorien: Film, Regie, Drehbuch – gemeinsam mit Luis Alcoriza)
- 1951: Regiepreis der Internationalen Filmfestspiele von Cannes für Die Vergessenen
- 1956: Premio Ariel für Robinson Crusoe (Film, Regie und Drehbuch)
- 1961: Goldene Palme der Internationalen Filmfestspiele von Cannes für Viridiana
- 1964: Mitglied der American Academy of Arts and Sciences
- 1965: Spezialpreis der Jury der Internationalen Filmfestspiele von Venedig und FIPRESCI-Preis für Simon in der Wüste
- 1967: Goldener Löwe der Internationalen Filmfestspiele von Venedig und Pasinetti-Preis für Belle de Jour – Schöne des Tages
- 1968: Preis der Association Française de la Critique de Cinéma für Belle de Jour – Schöne des Tages (Bester französischer Film)
- 1969: Interfilmpreis auf den Internationalen Filmfestspielen Berlin und FIPRESCI-Preis (Lobende Erwähnung) für Die Milchstraße
- 1970: Premio Sant Jordi für Tristana (Bester Film)
- 1971: Preis des spanischen Círculo de Escritores Cinematográficos für Tristana (Beste Regie)
- 1973: Preis der Association Française de la Critique de Cinéma für Der diskrete Charme der Bourgeoisie (Bester französischer Film)
- 1973: National Society of Film Critics Award für Der diskrete Charme der Bourgeoisie (Beste Regie)
- 1973: Oscar-Nominierung für Der diskrete Charme der Bourgeoisie (Drehbuch – gemeinsam mit Jean-Claude Carrière)
- 1973: Oscar für Der diskrete Charme der Bourgeoisie (Best Foreign Language Film)
- 1973: Premio Sant Jordi für Tristana (Lebenswerk)
- 1974: Britischer Society of Film and Television Arts Award für Der diskrete Charme der Bourgeoisie (Drehbuch – gemeinsam mit Jean-Claude Carrière)
- 1975: Nastro d’Argento für Das Gespenst der Freiheit (Beste ausländische Regie)
- 1977: National Board of Review Award für Dieses obskure Objekt der Begierde (Beste Regie)
- 1977: National Society of Film Critics Award für Dieses obskure Objekt der Begierde (Beste Regie)
- 1978: Oscar-Nominierung für Dieses obskure Objekt der Begierde (Drehbuch – gemeinsam mit Jean-Claude Carrière)
- 1979: Preis des spanischen Círculo de Escritores Cinematográficos für Dieses obskure Objekt der Begierde (Beste Regie)
- 1979: Ehrenpreis des Internationalen Filmfestivals Moskau (Lebenswerk)
- 1982: Ehrenpreis der Internationalen Filmfestspiele von Venedig (Lebenswerk)

Darüber hinaus gewann Buñuels Regiearbeit Der diskrete Charme der Bourgeoisie 1973 als französischer Beitrag den Oscar in der Kategorie Bester fremdsprachiger Film. Tristana (1971 für Spanien) und Dieses obskure Objekt der Begierde (1978 für Spanien) waren für denselben Preis nominiert.

## Schriften
- Luis Buñuel: Mein letzter Seufzer. Erinnerungen. Aus dem Französischen übersetzt von Frieda Grafe und Enno Patalas. Athenäum, Königstein im Taunus 1983, ISBN 3-7610-8266-5 (weitere Ausgaben in den Verlagen Volk und Welt, Ullstein und zuletzt, ohne den zuvor beigefügten 16-seitigen Sonderteil mit Fotografien, im Alexander-Verlag, Berlin 2004, ISBN 3-89581-112-2).
- Luis Buñuel, Max Aub: Die Erotik und andere Gespenster. Nicht ablassende Gespräche. Übersetzt von Barbara Böhm. Wagenbach, Berlin 1986; erweitert 1992, Neudruck 2002, ISBN 3-8031-2459-X.
- Luis Buñuel: Die Flecken der Giraffe. Ein- und Überfälle. Übersetzt von Fritz Rudolf Fries und Gerda Schattenberg. Wagenbach, Berlin 1991, ISBN 3-8031-3558-3.
- Luis Buñuel: „Wenn es einen Gott gibt, dann soll mich auf der Stelle der Blitz treffen.“ Herausgegeben von Carlos Rincón. Übersetzt von Fritz Rudolf Fries, Gerda Schattenberg. Wagenbach, Berlin 1994, ISBN 3-8031-1146-3.

## Sekundärliteratur
- Alice Goetz, Helmut W. Banz: Luis Bunuel – Eine Dokumentation. Mannheim: Verband der deutschen Filmclubs e. V. 1965.
- Peter W. Jansen, Luis Buñuel, (= Reihe Film, Bd. 6), Hanser Verlag, München 1975 u.ö., ISBN 3-446-12081-5.
- Michael Schwarze: Buñuel. In Selbstzeugnissen und Bilddokumenten dargestellt (= Rowohlts Monographien. Bd. 292). Rowohlt-Taschenbuch-Verlag, Reinbek bei Hamburg 1981, ISBN 3-499-50292-5.
- Hans-Jörg Neuschäfer: „Macht und Ohnmacht der Zesur. Literatur, Theater und Film in Spanien (1933-1976)“, Stuttgart (Metzler) 1991, ISBN 3-476-00739-1.
- Yasha David, ¿Buñuel! Auge des Jahrhunderts, Schirmer/Mosel, München 1994, ISBN 3-88814-697-6.
- Bill Krohn & Paul Duncan (Hrsg.): Luis Buñuel; Sämtliche Filme. Verlag Taschen, Köln 2005, ISBN 3-8228-3374-6
- Deutsche Kinemathek (Hrsg.): Luis Buñuel. Essays, Daten, Dokumente. Bertz + Fischer, Berlin 2008, ISBN 978-3-86505-183-7.
- Ursula Vossen: Luis Buñuel. 1900–1983. In: Thomas Koebner (Hrsg.): Filmregisseure. Biographien, Werkbeschreibungen, Filmographien. 3., aktualisierte und erweiterte Auflage. Reclam, Stuttgart 2008, ISBN 978-3-15-010662-4, S. 91–96.
- Jean-Claude Carrière: Buñuels Erwachen. Roman. Übers. Uta Orluc. Alexander Verlag Berlin, 2017

## Dokumentarfilme
- Buñuel: Filmemacher des Surrealismus (Originaltitel: Buñuel, un cineasta surrealista). Dokumentarfilm, Spanien, 2024, 83 Min., Regie: Javier Espada, Kinostart in Deutschland: 10. Oktober 2024.
- Der diskrete Charme des Luis Buñuel (Originaltitel: Dans l'oeil de Luis Buñuel). Dokumentarfilm, Frankreich, 2013, 54 Min., Buch und Regie: François Lévy-Kuentz, Produktion: KUIV Productions, arte France, deutsche Erstsendung: 1. Juli 2013 bei arte, Inhaltsangabe von ARD.
- Das letzte Drehbuch. Erinnerungen an Luis Buñuel (Originaltitel: El último guión – Buñuel en la memoria). Dokumentarfilm, Spanien, Deutschland, Frankreich, 2008, 45 Min., Buch und Regie: Javier Espada und Gaizka Urresti, Produktion: Imval Producciones, deutsche Erstsendung: 18. Februar 2008, 23:10h bei 3sat, Reihe: Der Zauber des Surrealen – Luis Buñuel und die Folgen, Inhaltsangabe von 3sat.